# Asiatosaurus
Asiatosaurus (лат.) («азиатский ящер») — сомнительный род растительноядных динозавров-зауропод, чьи останки были найдены в отложениях раннего мелового периода на территории современных Китая и Монголии. 

## Виды
Всего описано два вида, каждый из которых описан по очень скудному и фрагментарному материалу, из-за чего оба таксона считаются nomina dubia.

### Asiatosaurus mongoliensis
Типовой вид, A. mongoliensis, был описан Генри Осборном в 1924 году на основе голотипа AMNH 6264, неполного зуба, обнаруженного в отложениях формации Öösh (аймак Уверхангай, Монголия). На момент открытия это был первый известный науке зауропод, остатки которого был обнаружены в Восточной Азии. Возможно, фоссилии Asiatosaurus mongoliensis были обнаружены в формации Shengjinkou (СУАО, Китай).

### Asiatosaurus kwangshiensis
A. kwangshiensis, второй вид, был описан Hou, Yeh и Zhao в 1975 году на основе фрагментарного материала, включающего зуб, три шейных позвонка и несколько разрозненных  рёбер, найденных в формации Напан, Гуанси, Китай. В 2022 году был отнесён к семейству Euhelopodidae в работе Poropat et al.